# Trstená na Ostrove
Trstená na Ostrove est un village de Slovaquie situé dans la région de Trnava.

## Histoire
Première mention écrite du village en 1250.

## Démographie

### Évolution de la population
| Année:               | 1994. | 2004.   | 2014. | 2024.   |
| -------------------- | ----- | ------- | ----- | ------- |
| Nombre de personnes: | 532   | 564     | 564   | 600     |
| Différence:          |       | +6,01 % | +0 %  | +6,38 % |

| Année:               | 2023. | 2024.   |
| -------------------- | ----- | ------- |
| Nombre de personnes: | 597   | 600     |
| Différence:          |       | +0,50 % |